# Gautam Adani
Gautam Shantilal Adani (Ahmedabad, 24 de junho de 1962) é um empresário bilionário indiano e fundador do Adani Group, um conglomerado multinacional focado no desenvolvimento e operações portuárias na Índia.
Em 2022, Adani se tornou a 2ª pessoa mais rica do mundo de acordo com a Forbes, com um patrimônio estimado em U$$ 152,2 bilhões.
Adani fundou várias companhias que levam o seu nome e detém participações variadas em cada um dos tipos negócios. Da Adani Enterprises, Adani Power e Adani Transmission, por exemplo, possui 75% das ações. Ele também detém mais da metade das ações da Adani Ports & Special Economic Zone e da Adani Green Energy. Já da Adani Total Gas, o percentual é um dos menores: 37%. Todos os negócios fazem parte do conjunto do Adani Group, com sede em Ahmedabad, na Índia.

## Início
Ele nasceu em junho de 1962, em uma família de classe média em Ahmedabad, no Estado de Gujarat, perto de Mumbai. Seu pai foi um pequeno comerciante têxtil. Após terminar o ensino médio ele entrou na Universidade de Gujarat, contudo desistiu no segundo ano. Em 1981, seu irmão mais velho comprou uma fábrica de plásticos em Ahmedabad, assim o convidando para fazer parte do negócio. Adani começou com  à importação de PVC, mas anos depois expandiu para outros produtos, exportando tecidos, produtos agrícolas e pedras preciosas (diamantes). Já em 1995 ele passou a operar seu primeiro porto na Índia, atualmente opera vários em todo o país.
Em 30 de janeiro de 2023, Gautam Adani, o homem mais rico da Ásia e que mais enriqueceu em 2022, perdeu aproximadamente US$ 8,21 bilhões – cerca de R$ 42 bilhões – em um único dia e caiu para a 11ª posição do ranking de bilionários da Bloomberg.

### Sequestro e atentado
Adani atraiu a atenção de grupos criminosos, e um deles o sequestrou em 1997, quando estava saindo de um clube exclusivo na Índia. Ele foi libertado horas depois, após o pagamento de US$ 1,5 milhão.
Em 2008, Adani estava em um jantar no Taj Mahal Palace Hotel, em Mumbai, quando o local foi atacado por extremistas islâmicos. Ele saiu ileso após se esconder no porão do prédio.

## Diversificação de negócios

### Setor elétrico
Estabilizado no ramo de portos e da distribuição de mercadorias, em 1996, ele fundou a Adani Power, o resposável pelos negócios de energia do Grupo Adani. Atualmente, a empresa é a maior produtora privada de energia termelétrica do país. Adani passou a operar no setor de energia. Tem empresas de geração e distribuição, que comercializam diretamente para residências.

### Mineração
Também é dono do controverso projeto Carmichael, na Austrália, que previa a produção de 60 milhões de toneladas de carvão térmico por ano, a construção de uma ferrovia com 189 km, além da ampliação de um porto de carvão em Abbot Point, pelo qual recebeu críticas de ambientalistas e até processos judiciais. Contudo em fevereiro de 2019, a Justiça da australiana proferiu a sentença final no processo de liberação da Mina Carmichael – por representar grandes riscos ao meio ambiente, o grande e polêmico projeto de mineração de carvão foi proibido, encerrando uma disputa que se desenrolava desde 2015.